# Râul Valea Peșterii, Valea Brusturetului
Râul Valea Peșterii este un curs de apă, afluent al râului Valea Brusturetului. 